# Марк Ливий Салинатор (децемвир)
Марк Ли́вий Салина́тор (лат. Marcus Livius Salinator; III век до н. э.) — римский политический деятель из плебейского рода Ливиев, децемвир священнодействий самое позднее с 236 года до н. э., отец двукратного консула того же имени. Родился предположительно в семье Марка Ливия Друза не позже 274 года до н. э. Стал одним из первых децемвиров-плебеев, в 236 году до н. э. провёл совместно с коллегой Манием Эмилием Нумидой Третьи секулярные игры. Марк не упоминается в третьей декаде Тита Ливия, а значит, он умер до 218 года до н. э.